# Auzances
Auzances település Franciaországban, Creuse megyében. Lakosainak száma 1153 fő (2022. január 1.). Auzances Charron, Le Compas, Dontreix, Les Mars és Rougnat községekkel határos.

## Népesség
A település népességének változása:
| Lakosok száma | 1566 | 1732 | 1536 | 1376 | 1296 | 1263 | 1214 | 1208 | 1201 | 1153 |
|               | 1968 | 1982 | 1990 | 2006 | 2013 | 2015 | 2017 | 2019 | 2020 | 2022 |